# Coelogyne odoratissima
Coelogyne odoratissima är en orkidéart som beskrevs av John Lindley.
Coelogyne odoratissima ingår i släktet Coelogyne och familjen orkidéer. Inga underarter finns listade i Catalogue of Life.

## Bildgalleri

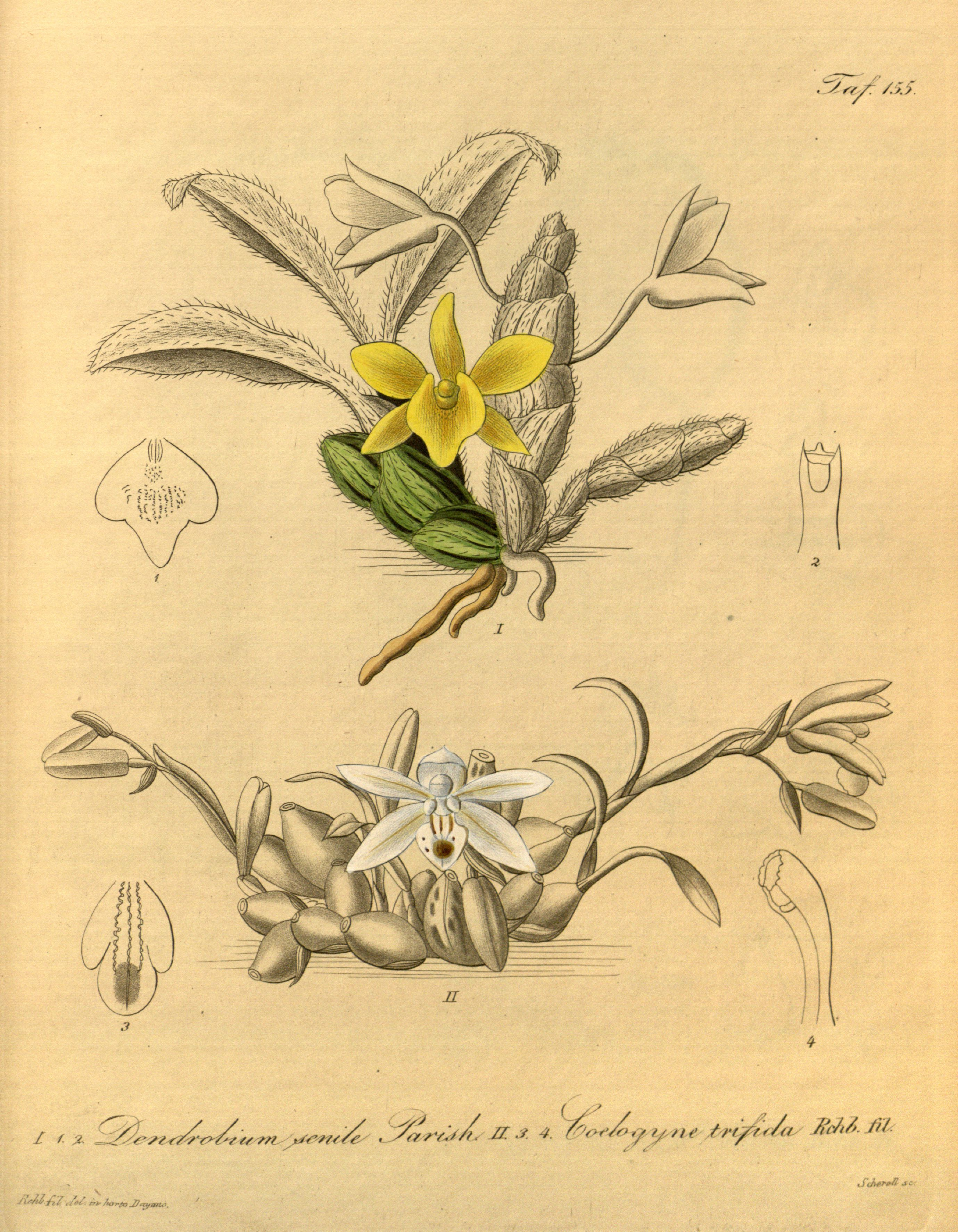